# Amt (divisão administrativa)
Um Amt é uma subdivisão administrativa usada em alguns países da Europa do Norte. Ele é geralmente maior que uma municipalidade (município, comuna, etc.) e o termo é algo equivalente a "condado".

## OAmtnaAlemanha
O Amt (plural: Ämter; português: ofício, escritório, secretaria) é uma espécie de associação municipal que centraliza a administração de vários municípios. É exclusivo dos seguintes Estados da Alemanha (Bundesländer - estados federados):
- Schleswig-Holstein
- Mecklemburgo-Pomerânia Ocidental
- Brandemburgo.

Outros estados tinham esta subdivisão no passado, outros, possuem unidades administrativas similares chamadas Samtgemeinde (Baixa Saxônia), Verbandsgemeinde  (Renânia-Palatinado) ou Verwaltungsgemeinschaft (Baden-Württemberg, Baviera, Turíngia e Saxônia-Anhalt).
Um Amt, bem como as demais unidades acima mencionadas, é subordinado a um distrito e está subdividido em municípios. Normalmente estes muncípios são muito pequenos. Municípios maiores e cidades que não pertencem a nenhum Amt são chamados Amtsfreie Gemeinden ou Amtsfreie Städte.
Em alguns Ämter, a sede da administração fica localizada em um dos seus municípios membros em outros a sede pode ficar localizada em uma cidade ou município que não pertença a nenhum Amt (Amtsfreie Städte ou Amtsfreie Gemeinden), porém, dentro do mesmo distrito.

### Amt Kirchspielslandgemeinde
A denominação histórica Amt Kirchspielslandgemeinde é um Amt existente só no distrito de Dithmarschen, estado de Schleswig-Holstein.

## OamtnaDinamarca
O amt (plural, amter; português, "condado") foi uma unidade administrativa da Dinamarca (e, historicamente, do Reino da Dinamarca e Noruega) até 2006, e era composto de um ou mais municípios.
A reforma municipal dinamarquesa de 1 de janeiro de 2007, criou cinco regiões administrativas para substituir os treze condados tradicionais ("amter"). Ao mesmo tempo, municípios menores foram agregados em unidades maiores, reduzindo o número de 271 para 98 municípios. Os condados haviam sido estabelecidos por decreto real em 1662.

## OamtnaNoruega
De 1662 até 1919 os condados da Noruega eram chamados amter. Atualmente eles são designados fylker.